# Astronomische Nederlandse Satelliet

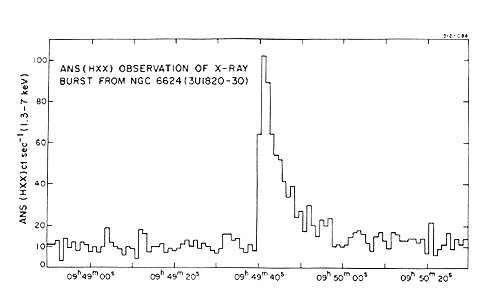
Een röntgenuitbarsting in NGC 6624 gemeten door ANS

De eerste aanzienlijke ruimtevaartbijdrage van Nederland werd in de jaren zeventig van de twintigste eeuw gerealiseerd met het ontwerp, de bouw en de lancering van de Astronomische Nederlandse Satelliet, de ANS. Deze droeg bij aan de uv- en röntgenastronomie. Het project stond onder leiding van Jan Borgman.

## Aanleiding
Astronomen van de universiteiten van Groningen en Utrecht wilden al langere tijd gebruikmaken van de mogelijkheid om sterren te observeren in delen van het spectrum die op aarde, door het filterende effect van de atmosfeer, niet zichtbaar waren. Er werden voorstellen gedaan voor een satelliet met telescopen voor het ultraviolet en röntgengebied.

## Ontwerp en bouw
Nadat op 18 december 1969 overheidssteun was verkregen werd de satelliet ontworpen en gebouwd door Philips en het toenmalige Fokker Space Division en het NLR. Tezamen vormden deze drie partijen het Industrieel Consortium ANS (ICANS).
Voor de nog onervaren ruimtevaartindustrie was de ANS een uitdagend programma. De waarnemingsinstrumenten moesten met grote nauwkeurigheid (1 boogminuut) op bepaalde sterren gericht kunnen worden. Dit vereiste een drie-assen-gestabiliseerde satelliet met een uitgebreid en nauwkeurig standregelsysteem. Met behulp van magneetspoelen en reactiewielen kon de stand van de satelliet veranderd worden, waarbij de positie ten opzichte van de zon en de aarde bepaald werd met zonnesensoren en een horizonsensor. Dit systeem was voor die tijd zeer ambitieus en menig deskundige twijfelde of het ooit zou gaan werken in de relatief kleine satelliet die ANS zou worden. Desondanks slaagden de ingenieurs in hun opzet, en het systeem was zo succesvol dat de nauwkeurigheid uiteindelijk 30 boogseconden bleek te zijn.
Omdat de ANS gelanceerd zou worden in een tijdperk dat de algehele betrouwbaarheid van raketten te wensen overliet werden er twee exemplaren van de satelliet gebouwd. Het eerste exemplaar werd uitgerust met de wetenschappelijke instrumenten, het tweede exemplaar bleef in reserve. Na het succes van de ANS missie werd de reserve-ANS jarenlang tentoongesteld bij Philips om uiteindelijk in 2004 uitgeleend te worden voor de ruimtevaartexpositie van het NRM bij Aviodrome op Lelystad Airport.
In het Universiteitsmuseum in Groningen bevindt zich een volledig uitgerust testexemplaar.

## Instrumenten
De astronomische instrumenten aan boord waren:
- UVX - Een spiegeltelescoop met een diameter van 22 cm voor waarnemingen in het ultraviolette gedeelte van het elektromagnetisch spectrum. Deze telescoop werd naar specificaties van SRON gebouwd door het Amerikaanse bedrijf Ball Brothers (het huidige Ball Aerospace).
- SXX - Een spiegeltelescoop voor het zachte röntgengebied. Hierbij werd gebruikgemaakt van een langwerpige parabolische spiegel omdat röntgenstralen zich alleen maar over kleine hoeken laten afbuigen. De telescoop werd gebouwd door het Laboratorium voor Ruimteonderzoek in Utrecht.
- HXX - Een telescoop van het collimator type voor de harde röntgenstralen gebouwd door het Amerikaanse MIT.

Pas in een latere fase van het ontwerp werd aan de Instrumentatie de HXX toegevoegd. Dit was een Amerikaans instrument dat ruimte aan boord van de ANS kreeg in ruil voor een gratis lancering door een Amerikaanse Scout raket. Deze raket kon een gewicht van maximaal 135 kilogram in de juiste baan lanceren. Dit vereiste een lichte en compacte bouw van de satelliet.

## Baan
De ANS moest opereren vanuit een polaire baan met een hoogte van 500 km. De polaire baan (over noord en zuidpool dus) zorgt ervoor dat de satelliet, met één zijde steeds op de zon gericht, in een half jaar het gehele firmament kan observeren. De uit te voeren observaties werden aangestuurd door de boordcomputer die iedere twaalf uur vanaf de grond geladen werd met de instructies voor het volgende halve etmaal aan observaties.

## Lancering, operaties en terugkeer
De ANS werd op 30 augustus 1974 gelanceerd. Door een mankement aan de laatste trap van de raket kwam de ANS niet in de beoogde circulaire baan van 500 km hoogte terecht maar in een elliptische baan waarvan het laagste punt op slechts 266 km hoogte lag. Met dank aan het feit dat ANS de eerste satelliet was met een herprogrammeerbare boordcomputer heeft de onjuiste vorm van de baan weinig invloed gehad op het observatieprogramma van de ANS. De observatieprogramma's werden aangepast aan de nieuwe baangegevens en via het grondstation naar de boordcomputer verzonden. Uiteindelijk heeft ANS daardoor meer dan 95 procent van de vooraf geplande observaties uit kunnen voeren. De satelliet werkte ruim negen maanden langer dan gepland en de waarnemingen werden op 27 april 1976 gestopt omdat de Nederlandse overheid de geldkraan dichtdraaide, ondanks het feit dat ANS op dat moment nog uitstekend functioneerde. Bijna drie jaar na de lancering keerde ANS op 14 juni 1977 terug in de atmosfeer en werd daarbij volledig verwoest.

## Resultaten
In 20 maanden tijd bracht ANS een groot gedeelte van de hemel in kaart in het ultraviolette en röntgendeel van het spectrum. De belangrijkste resultaten van de missie waren:
- Ontdekking van en eerste waarnemingen van röntgenflitsen.
- Ontdekking van röntgenstraling afkomstig uit stercorona's, eerst gedetecteerd bij de ster Capella.
- Ontdekking van sterk wisselende emissie van röntgenstraling bij het UV Ceti-stelsel en de ster YZ CMi.

## Aanvullende informatie
- Het succes van de ANS was de aanzet tot een tweede Nederlandse astronomische satelliet: de IRAS.
- Naar de satelliet is de planetoïde (9996) ANS uit de planetoïdengordel tussen Mars en Jupiter vernoemd.